# トーマス・コーサン・モートン
トーマス・コーサン・モートン（Thomas Corsan Morton、1859年 - 1928年12月24日）はスコットランドの画家である。スコットランドの印象派の画家で「グラスゴー・ボーイズ（グラスゴー派）」の画家の一人である。

## 略歴
グラスゴーで生まれた。事務員として働いた後、グラスゴー美術学校で学び、その後、ロンドン大学のスレード美術学校でアルフォンス・ルグロに学んだ。パリに移りアカデミー・ジュリアンでギュスターヴ・ブーランジェやジュール・ジョゼフ・ルフェーブルにも学んだ。スコットランドに戻った後、スレード美術学校で知り合ったウィリアム・ヨーク・マクレガーのグラスゴーのスタジオをしばしば訪れ、ジェイムズ・パタースンやエドワード・アーサー・ウォルトンらと写生旅行を行い、友人となったエドワード・ホーネルの住む、スコットランド西部のカークブリ（Kirkcudbright）やジェイムズ・ガスリーの住むCockburnspathを訪れ、絵を描いた。
ロンドンのグロスヴナー・ギャラリーでの展覧会やニュー・イングリッシュ・アート・クラブ、イギリス王立芸術家協会、王立スコットランド・アカデミーなどの展覧会に出展した。
1908年にスコットランド国立美術館の学芸員に採用され、その後ファイフ、カーコーディの Kirkcaldy Museum and Art Galleryの学芸員も務めた。カーコーディで死去した。

## 作品

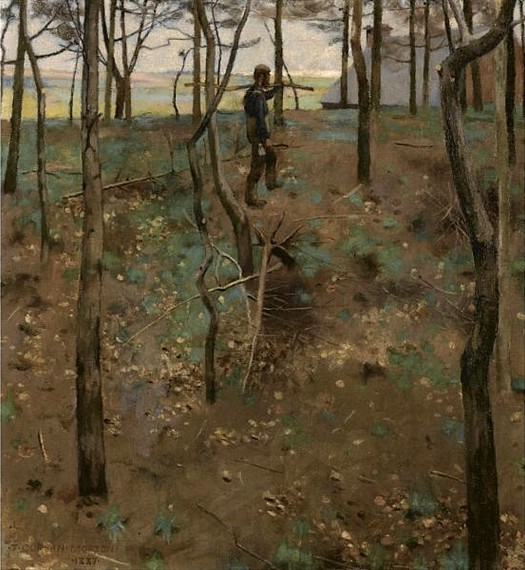
"The Woodcutter" (1887)
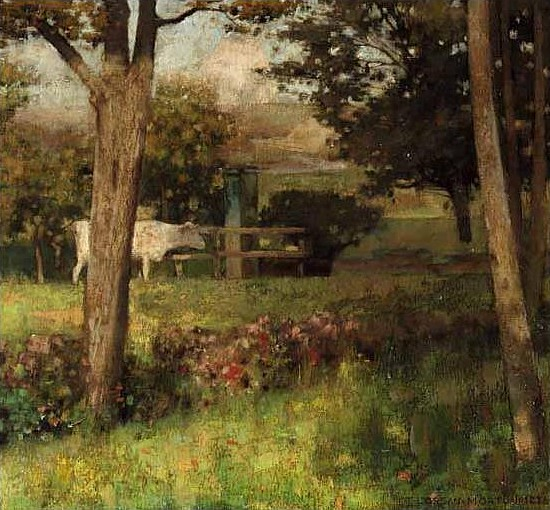
日陰の牧草地
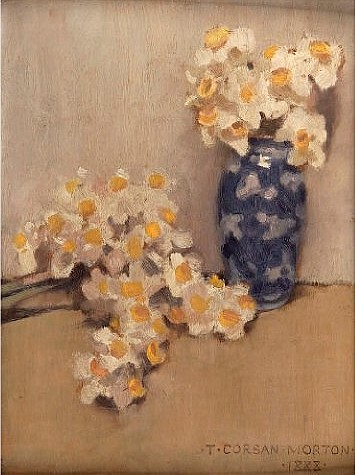
静物画 (1888)

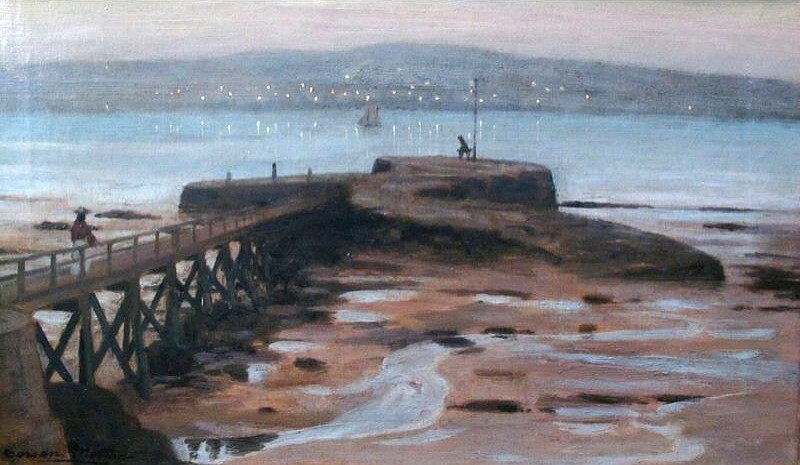
クライド川の夕暮れ
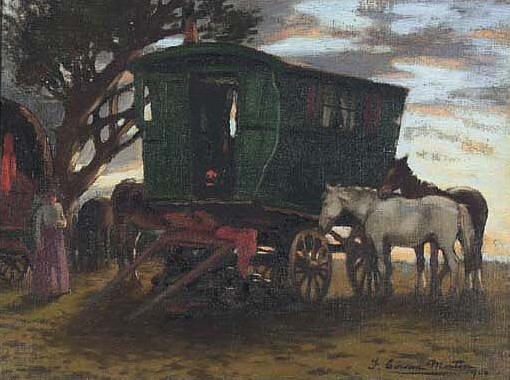
ジプシーの幌馬車
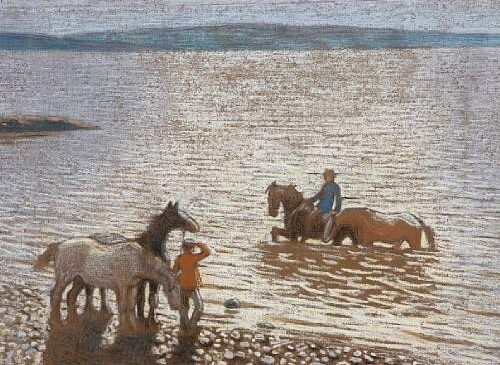
フォース川 の水面の輝き